# Simone Guillissen-Hoa
Simone Guillissen-Hoa (Peking (China), 7 maart 1916 – Brussel, 30 mei 1996) was een Belgische architect.
Ze was een van de eerste vrouwelijke architecten in België. Na de Tweede Wereldoorlog werkte zij mee aan de renovatie van wooncomplexen, waarbij zij veel modernistische huizen en woongebouwen ontwierp die harmonieus pasten bij de plaatselijke stijl. Samen met onder meer Roger Bastin, Jacques Dupuis en Jacques Wybauw wordt Simone Guillissen-Hoa beschouwd als een van de meest getalenteerde architecten van de derde modernistische beweging in België, "die deel uitmaakt van een van de fundamentele fasen van de Belgische architectuur: het ontstaan van een organische opvatting van compositie, gekoppeld aan een formele inspiratie die, ondanks haar Scandinavische oorsprong, sterk verbonden was met het land. In haar werk, dat maar al te zeldzaam is, is zij vooral bekend om haar bewonderenswaardige woningen waarin alles in elkaars verlengde ligt, met elkaar verbonden is en gecombineerd wordt met die natuurlijkheid die het teken is van een diepe rijpheid en een grote verbeeldingskracht, want niets van wat zij bouwde was conventioneel, alles werd opnieuw uitgevonden en in de ruimte geplaatst zoals een boom in een tuin wordt geplaatst." (Pierre Puttemans)

## Biografie
Haar vader was een Chinese ingenieur en haar moeder een Pools-joodse schrijfster. Haar broer, Léon Hoa, studeerde ook architectuur en oefende zijn beroep uit in Frankrijk en China. Na haar studies in Brussel, aan het Lycée Henriette Dachsbeck, ging zij architectuur studeren aan La Cambre, waar zij in 1938 afstudeerde. Zij was de vierde vrouw die aan de school afstudeerde in deze tak, acht jaar na Claire Henrotin. Kort daarna begon zij een stage bij Charles Van Nueten, haar leraar op La Cambre, maar beëindigde die in Zürich bij Alfred Roth. In 1937 trouwde zij met Jean Guillissen. Hoewel ze hem voor de oorlog verliet, bleef ze zijn naam gebruiken. Tijdens de Tweede Wereldoorlog werd hij als lid van het verzet gefusilleerd, terwijl zij werd gedeporteerd naar het concentratiekamp Ravensbrück en later naar Kommando Agfa, een satelliet van het concentratiekamp Dachau.

## Carrière

### Architectuurpraktijk
In 1947 hervatte zij haar activiteiten en nam deel aan wederopbouwprogramma's. In eigen naam kreeg zij een belangrijke opdracht voor het sportcentrum in Jambes, dat pas in het begin van de jaren zestig werd voltooid.
In 1950 ontwierp zij haar eerste appartementsgebouw, het Immeuble Hou Avenue Bel Air in Ukkel, waarin zij haar eigen appartement en kantoren vestigde. Dit gebouw werd bekroond met de derde en vierde plaats bij de Van de Ven Prijs in 1952. Van 1952 tot 1956 werkt zij samen met Jacques Dupuis, met wie zij onder meer het prachtige Maison Wittmann in Sint-Genesius-Rode (afgebroken), de juwelier Maison De Greef in Brussel en het Maison Steenhout in Ukkel ontwerpt. In 1954 ontwerpt zij - in samenwerking met Dupuis - de Ateliers en de Jongensschool van het Blindeninstituut en de Amblyopen in Ghlin.
In eigen naam realiseerde zij verschillende residentiële projecten: een appartementsgebouw aan de Legrandlaan in Ukkel, het Tenzerhuis in Ukkel, het Smissaerthuis in Wezembeek-Oppem en het Watelethuis in Sint-Lambrechts-Woluwe. In 1957 voltooide zij een van haar belangrijkste residentiële projecten voor de Markies d'Assche in Sint-Pieters-Woluwe. Dit emblematische project werd afgebroken. In 1960 ontwierp zij voor het echtpaar Regniers de villa "La Quinta" in La Roche-Tangissart (Court Saint Etienne), in Waals-Brabant. Volgens Pierre Puttemans is deze prestatie het beste voorbeeld van haar creatieve vrijheid. Tegelijkertijd ontwierp zij het Spedenerhuis in Ukkel, de Posselt- en Schuppissergroepshuizen in Kraainem en het Penassehuis in Linkebeek.
In 1963 ontwierp zij een flatgebouw in de Langeveldstraat in Ukkel, waar zij haar kantoren en haar eigen appartement vestigde, die in hun oorspronkelijke vorm bewaard zijn gebleven. In het begin van de jaren 1970 neemt zij deel aan de ontwikkeling van Louvain-la-Neuve door het ontwerpen van een studentenresidentie. In 1971 ontwierp zij het Maison de la Culture in Doornik, dat in 1980 werd voltooid in samenwerking met Winance, Ginion en Pirson.

### Andere professionele activiteiten
Naast haar persoonlijke verdiensten werkte Simone Guillissen-Hoa ook als adviserend architect voor de Franse ministeries van Volksgezondheid (1946-47) en Cultuur (1967-68). Later was zij lid van de S.C.A.B. en van de UfvAB - de Unie van vrouwelijke architecten van België, in 1978 opgericht door de architecte en activiste Dita Roque-Gourary (1915-2010), eveneens afgestudeerd aan La Cambre.
Zij maakte ook deel uit van jury's: aan de Saint-Luc school in Luik, bij de F.A.B. inter-school wedstrijd en voor de Van de Ven wedstrijd in 1964, een jaar nadat zij de eerste vermelding had gekregen.

## Realisaties
Simone Guillissen-Hoa was verantwoordelijk voor een groot aantal huizen en gebouwen, voornamelijk in België en Brussel, gebouwd tussen 1942 en 1980. Haar meest gepubliceerde werk dateert van haar samenwerking met Jacques Dupuis, maar haar werk reikt veel verder dan deze vier jaren. De onderstaande lijst bevat nieuwe gebouwen, maar zij heeft ook bijgedragen aan renovaties en verbouwingen van bestaande projecten.
- 1942 : Voghel grafmonument in Halle
- 1947 : Villa Faniel , Lancasterlaan 92 in Ukkel
- 1947 : Sportcentrum Jambes - Sportpark en tribunes voor pelottes
- 1949 : Dubbele woning Hou, Bel-Airlaan 22 te Ukkel - Inventaris van het architecturaal erfgoed in het Brussels Hoofdstedelijk Gewest
- 1950 : appartementsgebouw Hou, Bel-Airlaan 6 in Ukkel - Inventaris van het architecturaal erfgoed in het Brussels Hoofdstedelijk Gewest
- 1950 : huize Jeunehomme, 77 avenue des Chênes in Ukkel
- 1950: Villa Gobbe-Coelembier, 57 avenue Alphonse XIII in Ukkel
- 1952 : Verbouwing van een huis met een beeldhouwatelier voor Josine Souweine, Kamerdellelaan 70 in Ukkel
- 1954 : Villa Vindal, 282 chaussée de Malines in Wezembeek - Inventaris van het architecturaal erfgoed in het Vlaams Gewest
- 1954 : Tribunes van het sportcentrum in Jambes
- 1955: appartementsgebouw Becquevort, Legrandlaan 88 in Ukkel
- 1955 : Huis Tenzer, Generaal Lotzstraat 69 in Ukkel - Inventaris van het architecturaal erfgoed in het Brussels Hoofdstedelijk Gewest
- 1955 : Villa Smissaert, Pavotslaan 13 in Kraainem
- 1956 : Huis Watelet, Tombergstraat 95 te Sint-Lambrechts-Woluwe - Inventaris van het architecturaal erfgoed in het Brussels Hoofdstedelijk Gewest
- 1957 : Résidence Marquis d'Assche, Laurierslaan 35 in Sint-Pieters-Woluwe (nu gesloopt)
- 1960 : Villa Regniers "La Quinta", 91 avenue des Cerisiers in Baisy-Thy - La Roche Tangissart ( Court Saint Etienne )
- 1960 : Huis Spedener, Marie Depagestraat 7 in Ukkel - Inventaris van het architecturaal erfgoed in het Brussels Hoofdstedelijk Gewest
- 1960 : Groep van 2 huizen Posselt - Schuppisser, 120 route Gouvernementale te Kraainem
- 1961 : Villa Penasse, 80 drève de la Fauvette te Linkebeek - Inventaris van het architecturaal erfgoed in het Vlaams Gewest
- 1963 : Appartementsgebouw Langeveldstraat 21 te Ukkel - Inventaris van het architecturaal erfgoed in het Brussels Hoofdstedelijk Gewest
- 1968: Villa Janlet , Velasquezlaan 9 in Den Haan-aan-zee
- 1968: Spilliaert House, 20 avenue Bel Oeil in Ukkel
- 1971: Groep van 2 gebouwen voor studentenhuisvesting in Louvain-la-Neuve
- 1980: Maison de la Culture de Tournai (in samenwerking met Winance, Ginion en Pirson)

In samenwerking met Jacques Dupuis:
- 1952 : Villa Wittmann (nu gesloopt), 29 avenue des Genêts in Rhode-Saint-Genèse
- 1953: Stad voor oude arbeiders, Rue Leburton in Quaregnon
- 1953: Degreef Juweliers, Beurstraat 24-26 in Brussel - ingeschreven in 2005
- 1953: Maison Steenhout, 57 avenue Napoléon in Ukkel - ingeschreven in 20118
- 1954: Maison Durieu, 26 rue de la Fraicheur in Molenbeek - ingeschreven in 2009
- 1954: Voogdijschool, Calmetteplein in Frameries
- 1954: Centrum voor blinden en slechtzienden, Route de Mons 115 in Ghlin - Werkplaatsen en jongensschool

## Prijzen en erkenningen
Simone Guillissen-Hoa werd alom erkend door de critici en architecten van haar tijd, zij is vaak de enige vrouw die vermeld wordt in de verzamelingen van de Belgische moderne architectuur en heeft een aantal prijzen en onderscheidingen gewonnen voor haar werk:
- 1939: Mobilier Type wedstrijd in Zürich
- 1942: Wedstrijd Kunst en Industrie
- 1945: Wedstrijd van het Sociaal Centrum Jette;
- 1952: Derde en Vierde vermelding bij de Van de Ven prijs
- 1963: Eerste vermelding ex-aequo bij de Van de Ven prijs

## Bibliografie

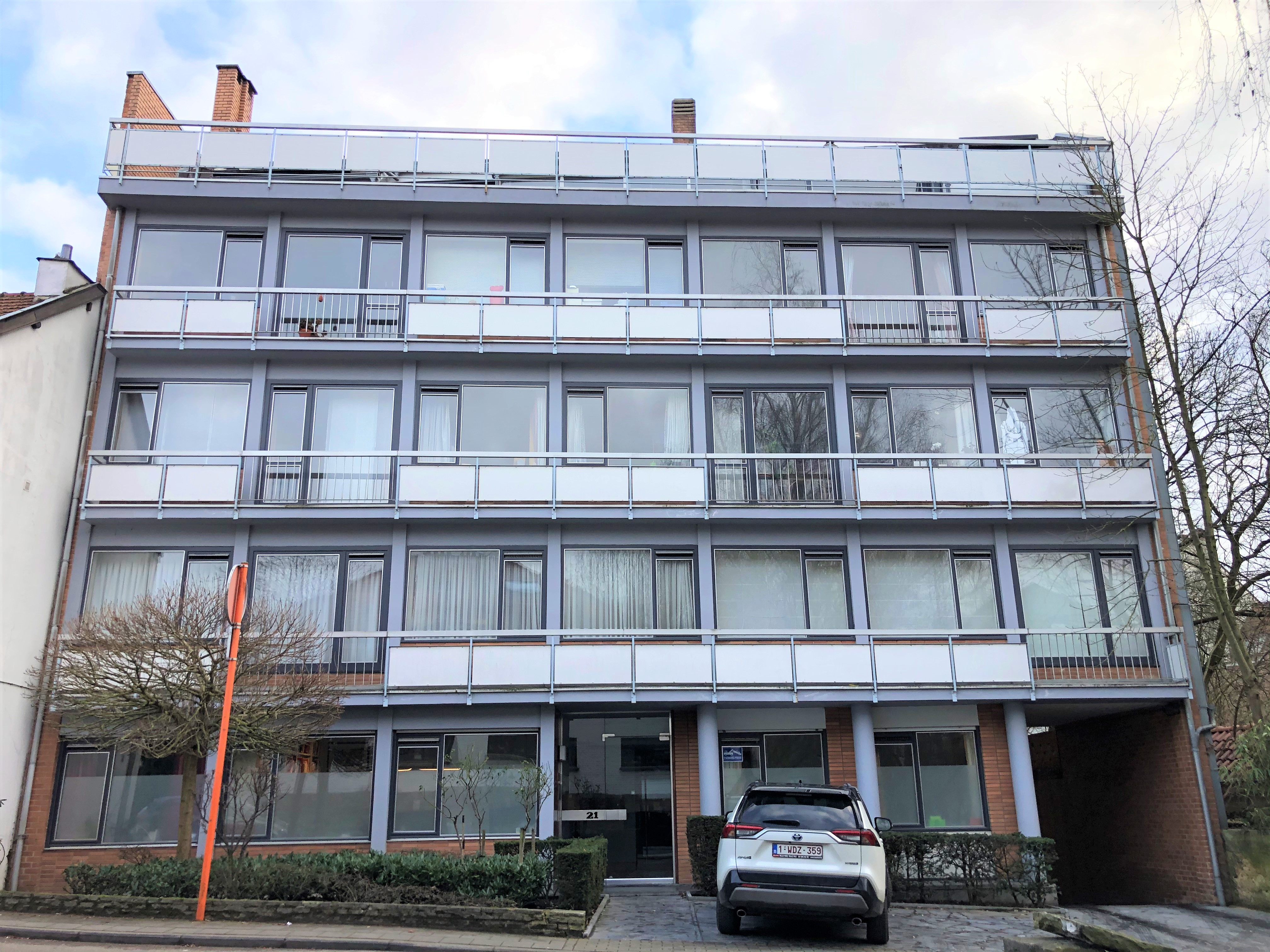
Simone Guillissen-Hoa, Rue Langeveld 21, Uccle, Brussel
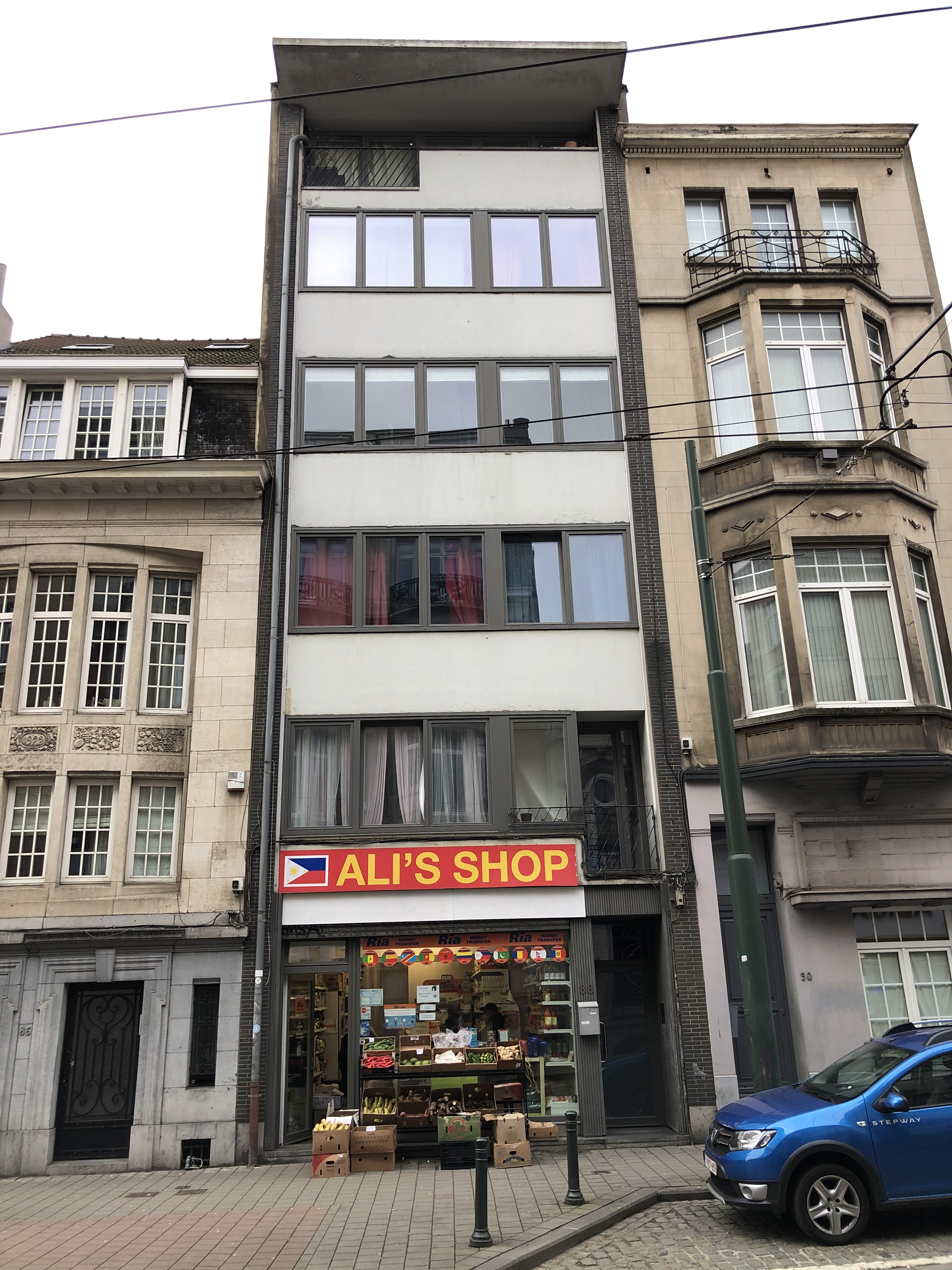
Simone Guillissen-Hoa, Avenue Legrand 88, Uccle, Brussel
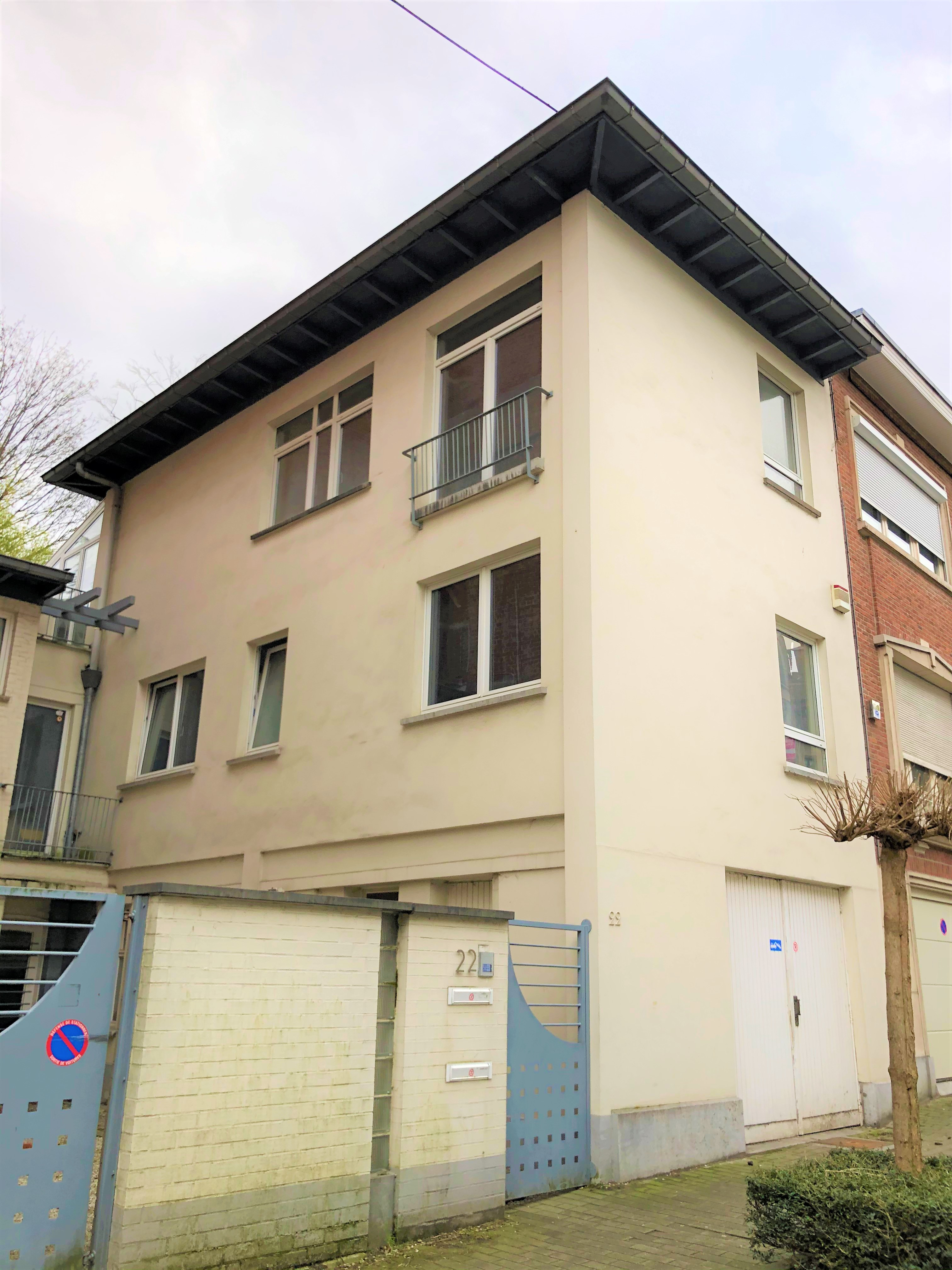
Simone Guillissen-Hoa, Avenue Bel-Air 22, Uccle, Brussel
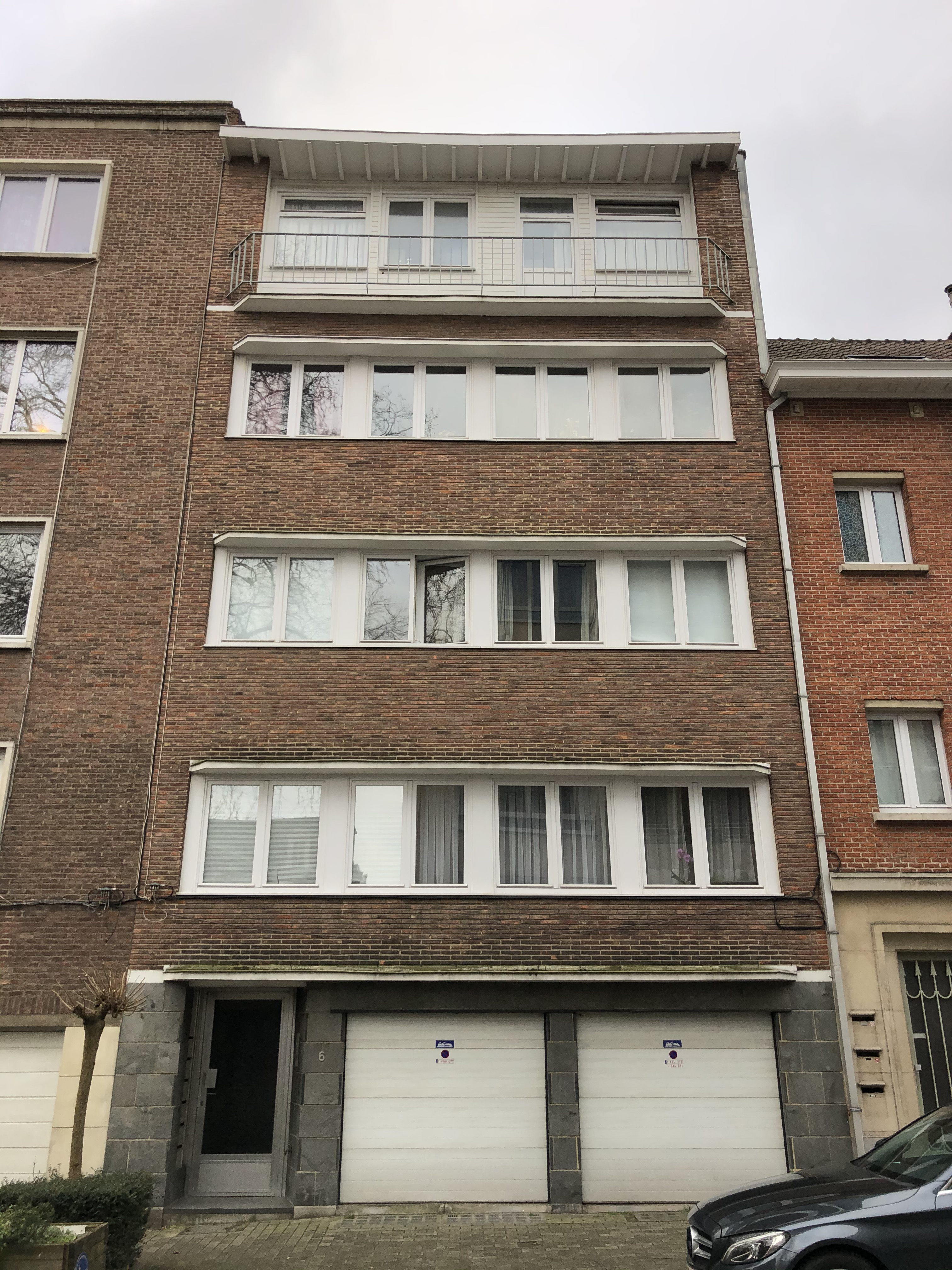
Simone Guillissen-Hoa, Avenue Bel-Air 6, Uccle, Brussel
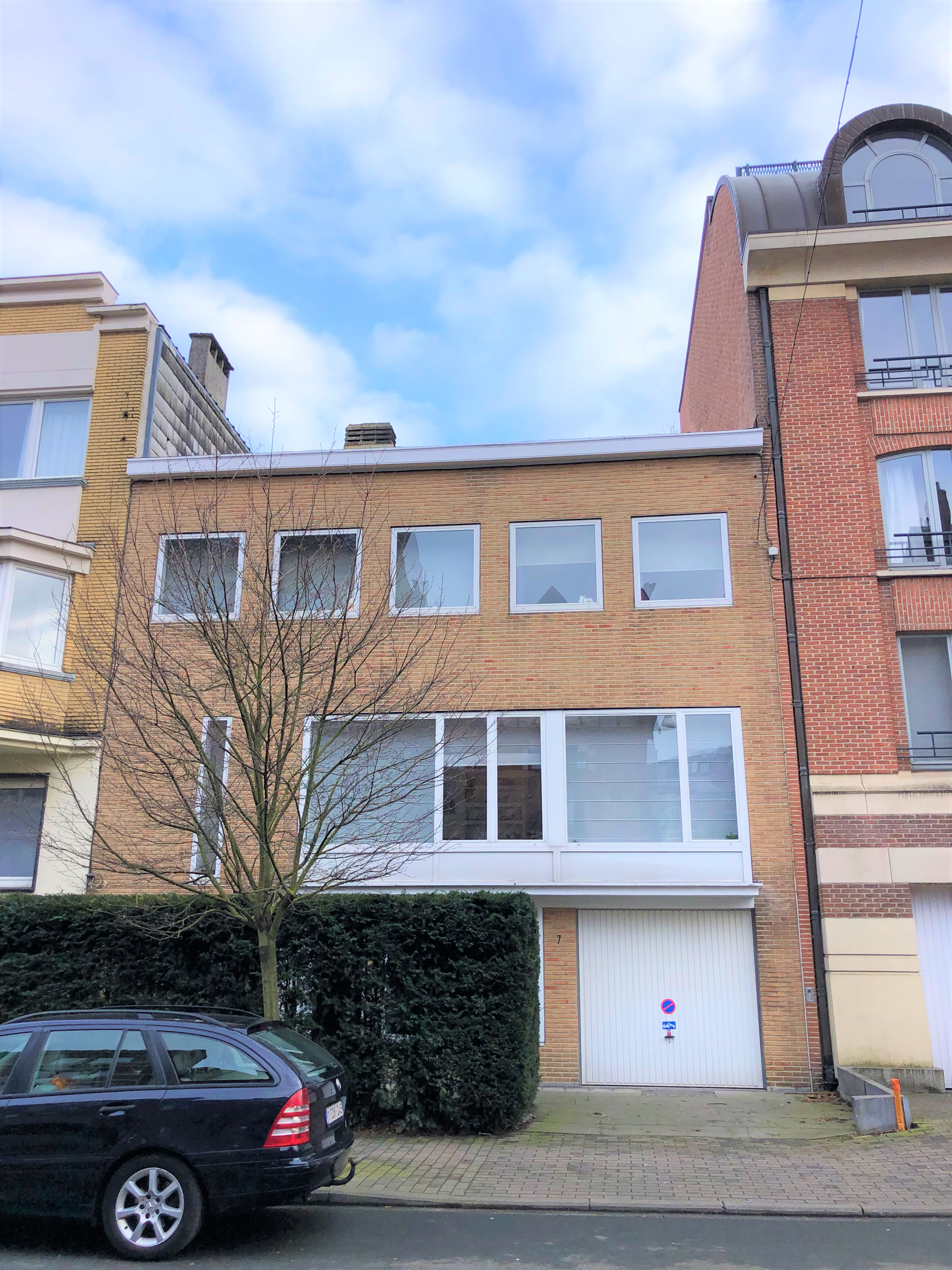
Simone Guillissen-Hoa, Maison Spedener, Rue Marie Depage 7, Uccle, Brussel
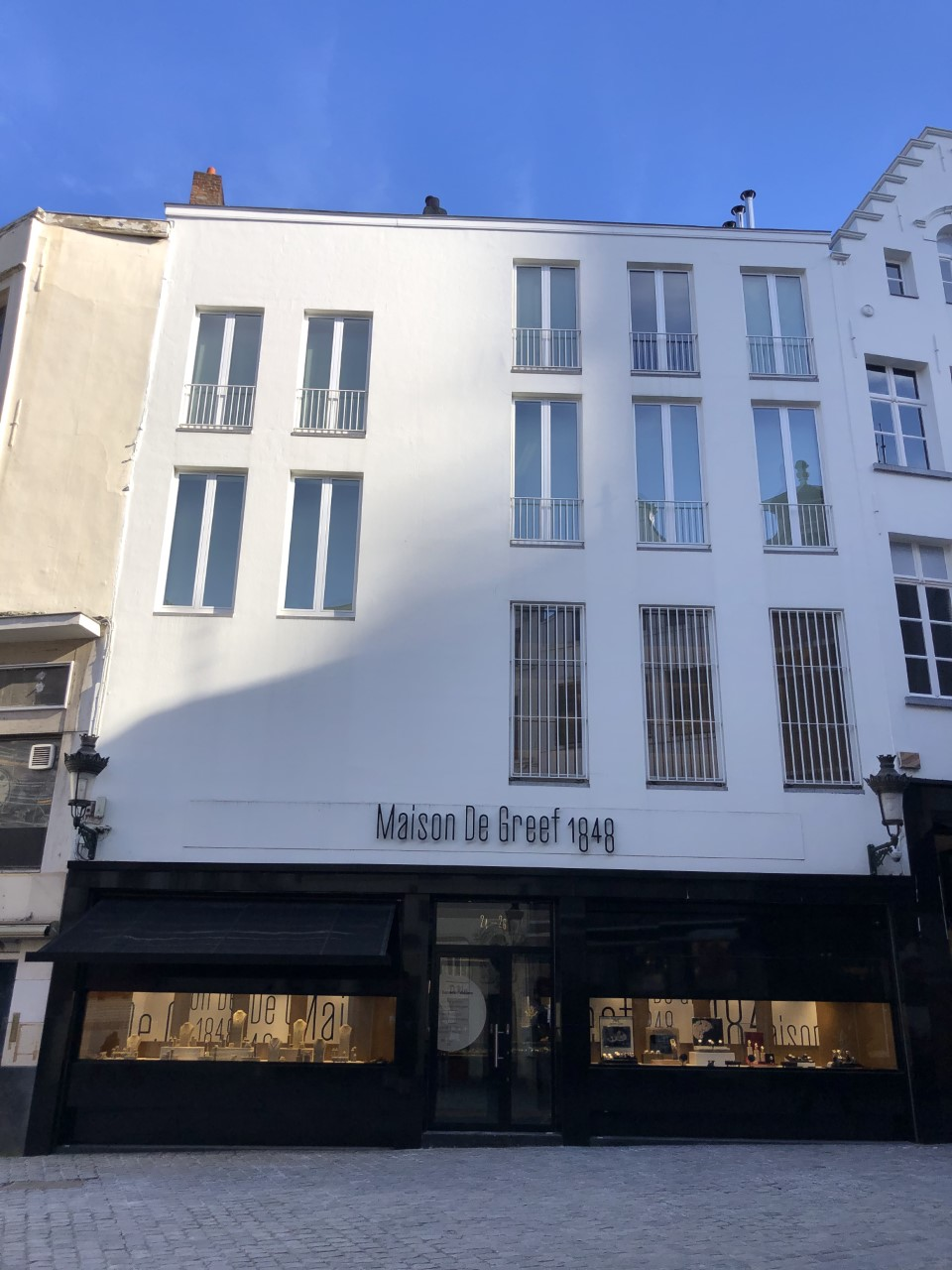
Simone Guillissen-Hoa, Bijouterie De Greef, Rue au Beurre 24-28, Brussel
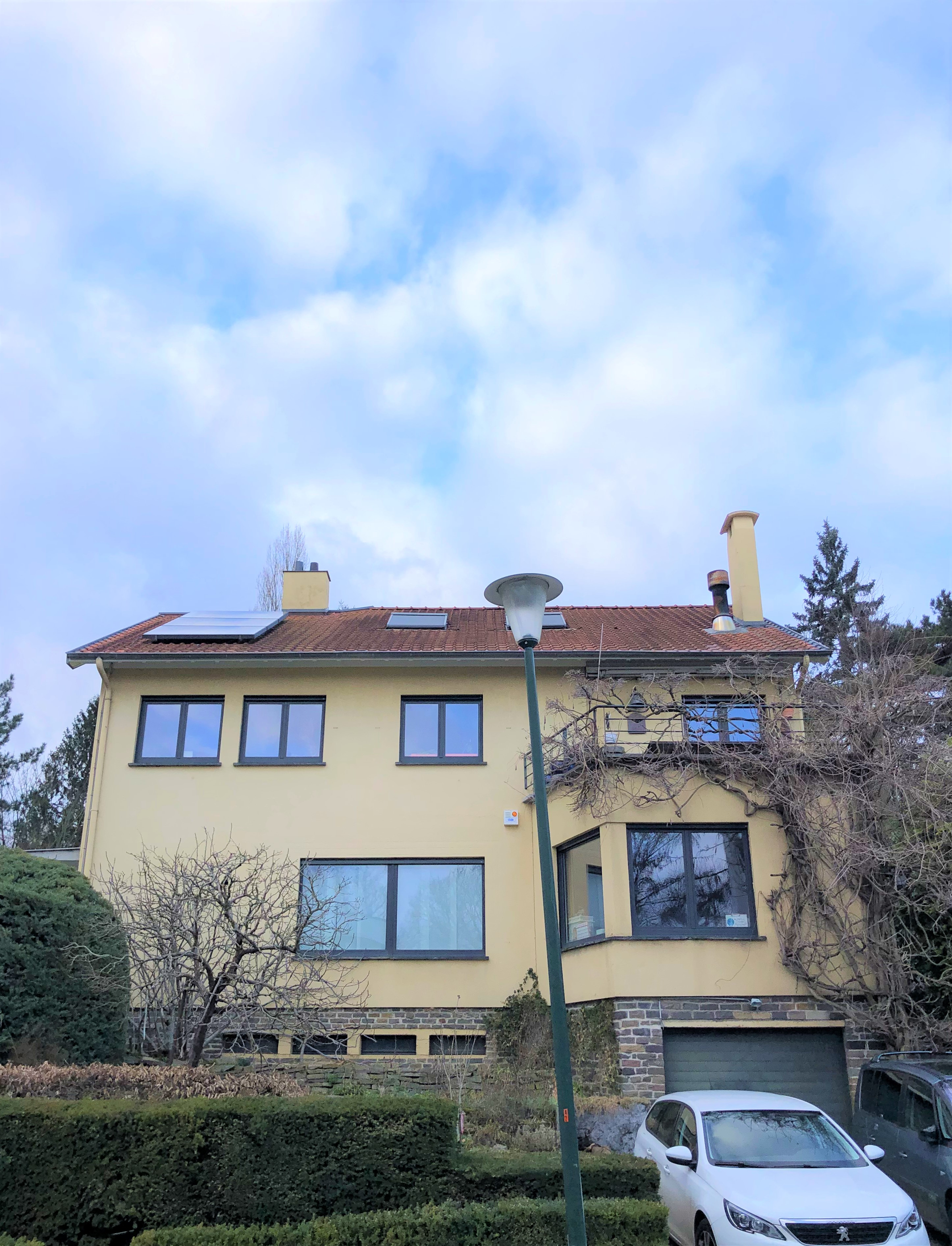
Simone Guillissen-Hoa, Maison Faniel, Avenue Lancaster 91, Uccle, Brussel
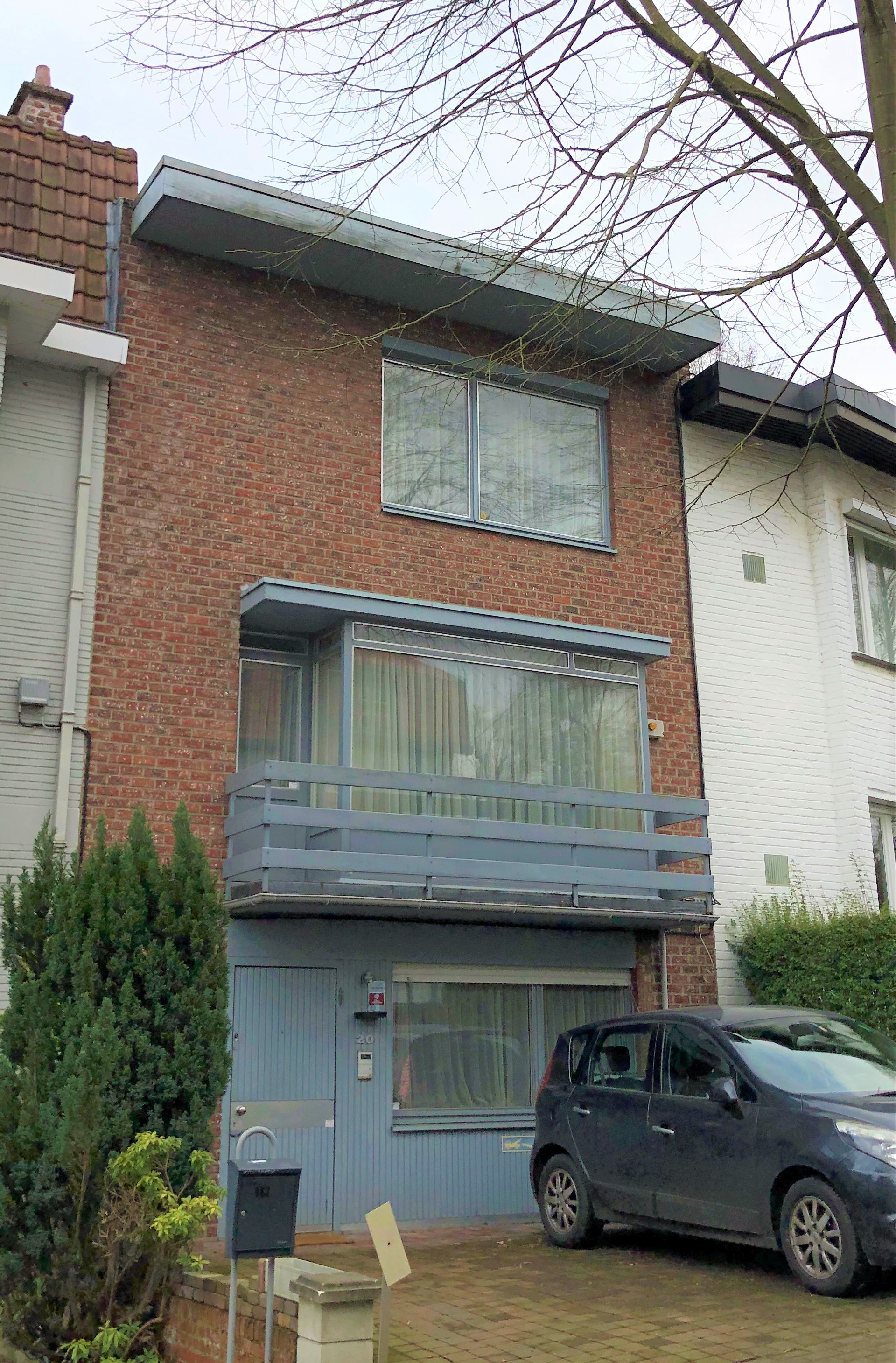
Simone Guillissen-Hoa, Maison Spilliaert, Avenue Bel Oeil 20, Uccle, Brussel
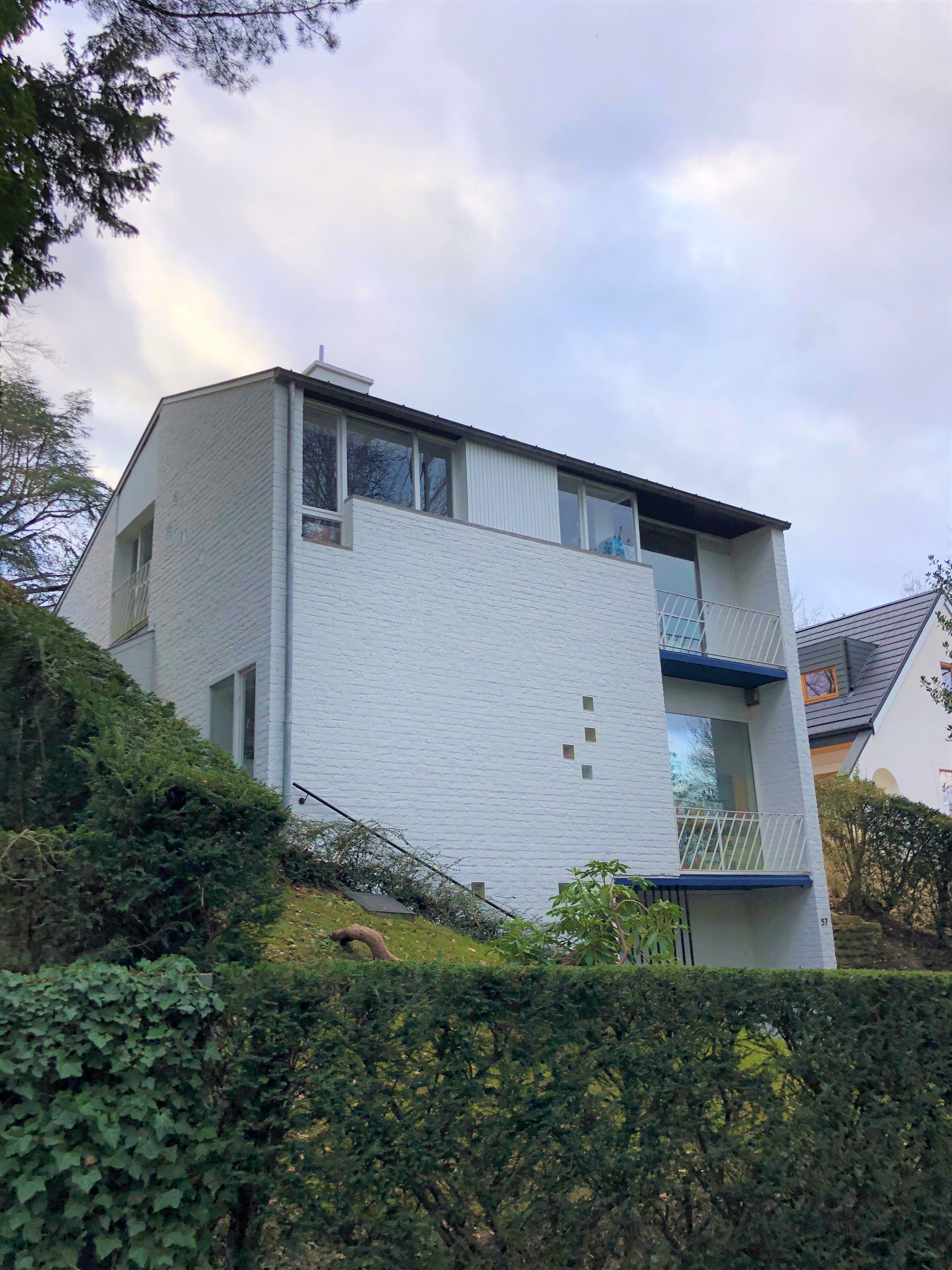
Simone Guillissen-Hoa, Maison Steenhout, Avenue Napoléon 57, Uccle, Brussel
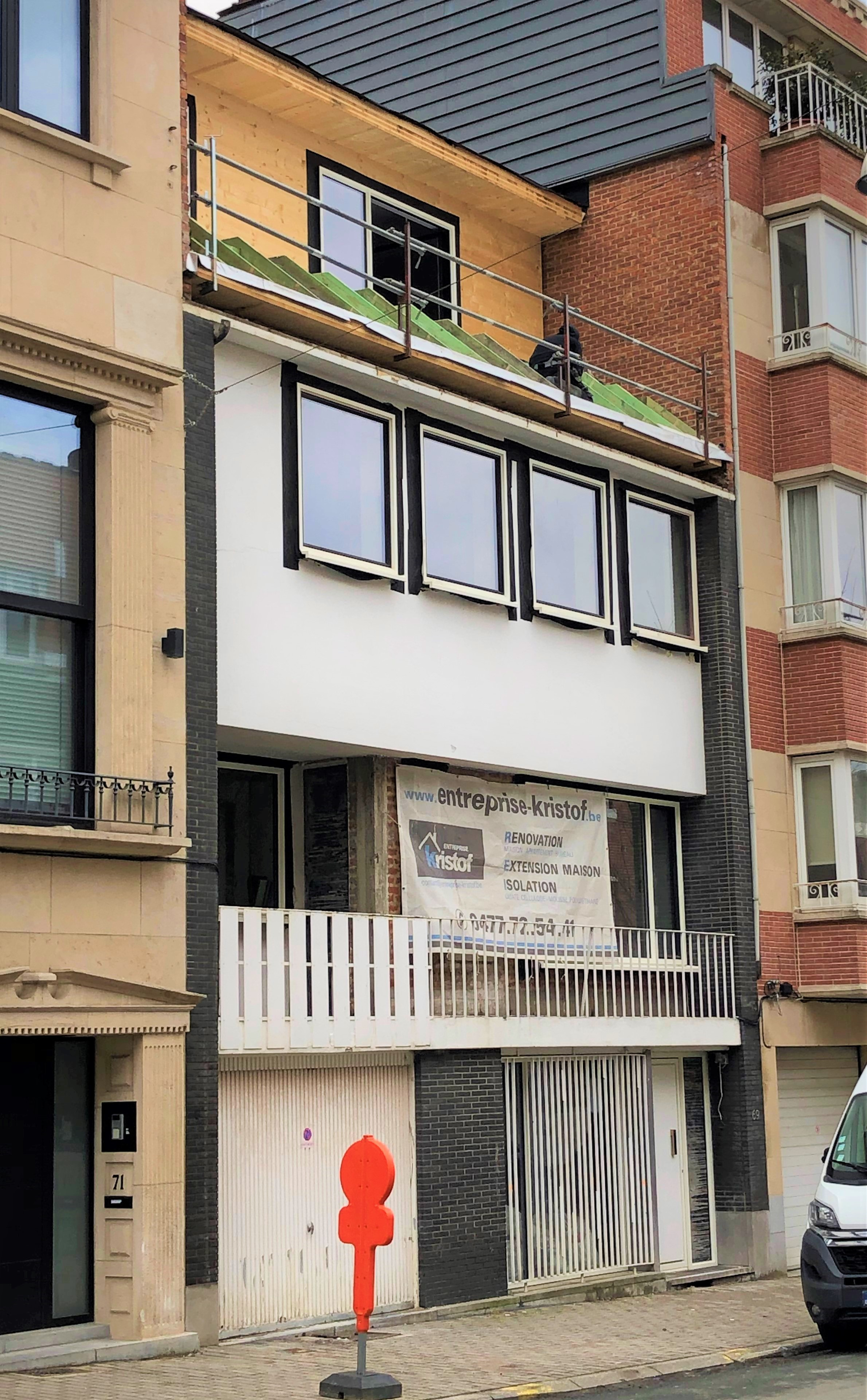
Simone Guillissen-Hoa, Maison Tenzer, Rue Général Lotz 69, Uccle, Brussel
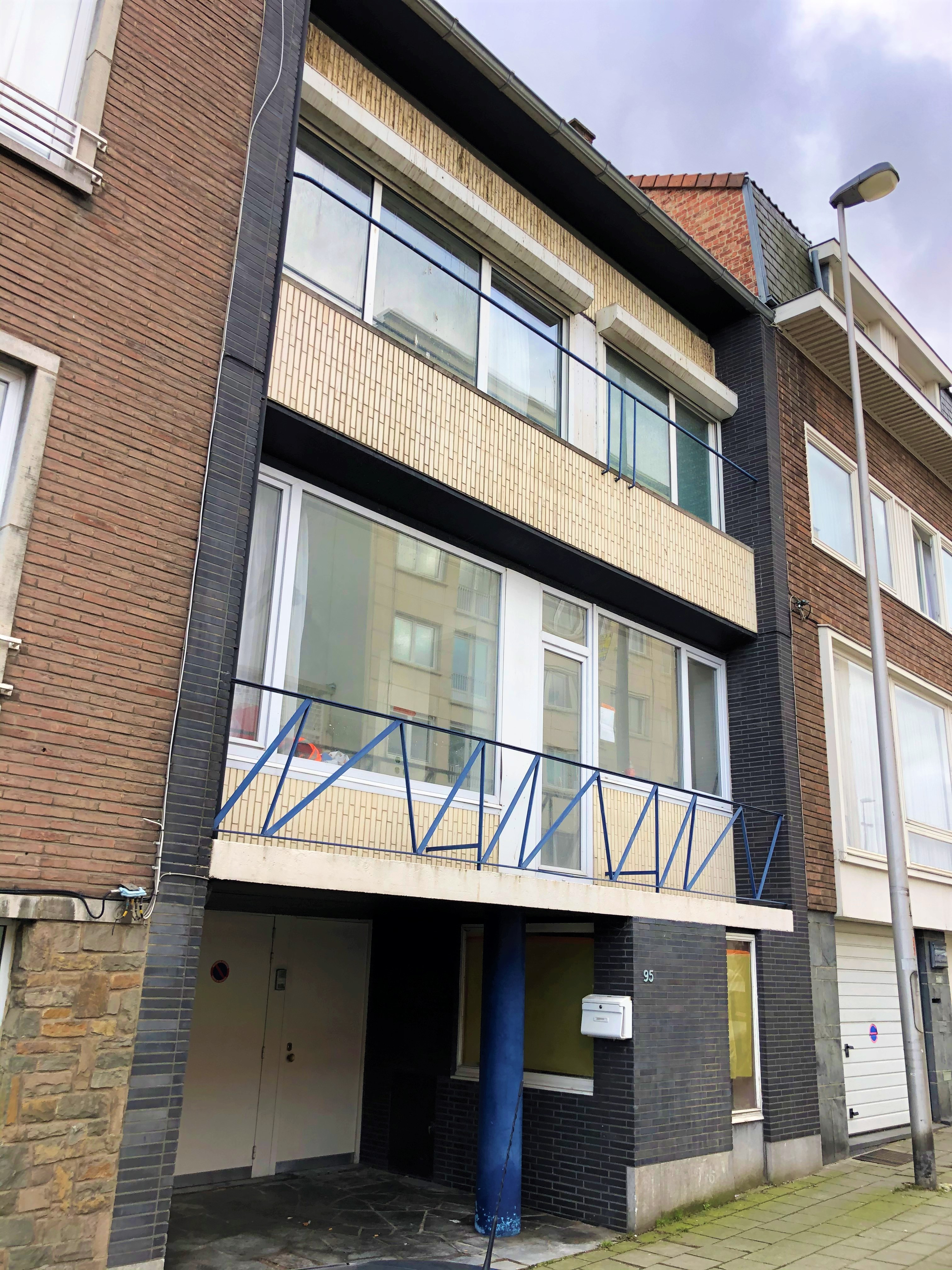
Simone Guillissen-Hoa, Maison Watelet, Rue Tomberg 95, Woluwe-Saint-Lambert, Brussel
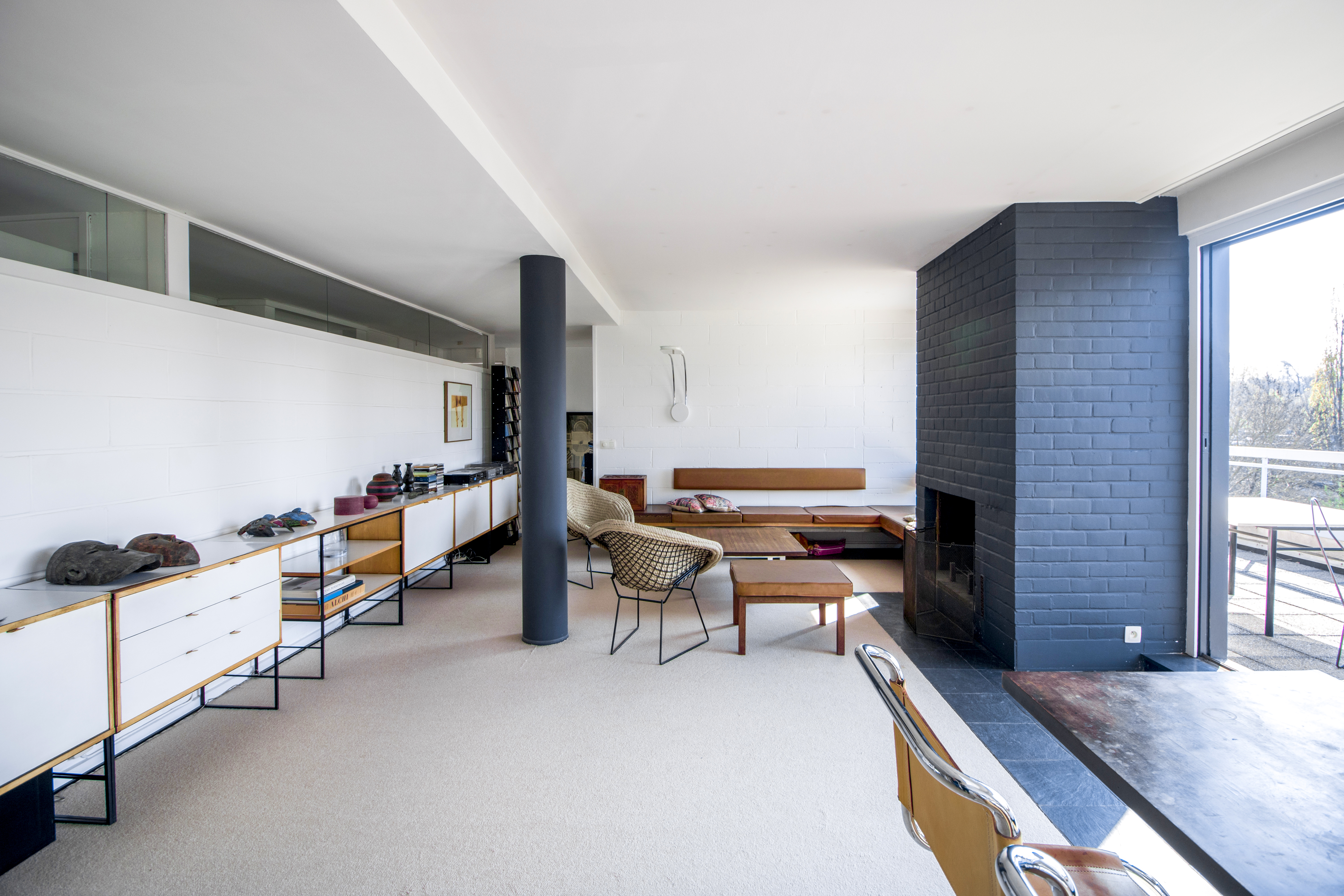
Personal apartment of Simone Guillissen Hoa - Living Room